# Iberische Kleinwühlmaus

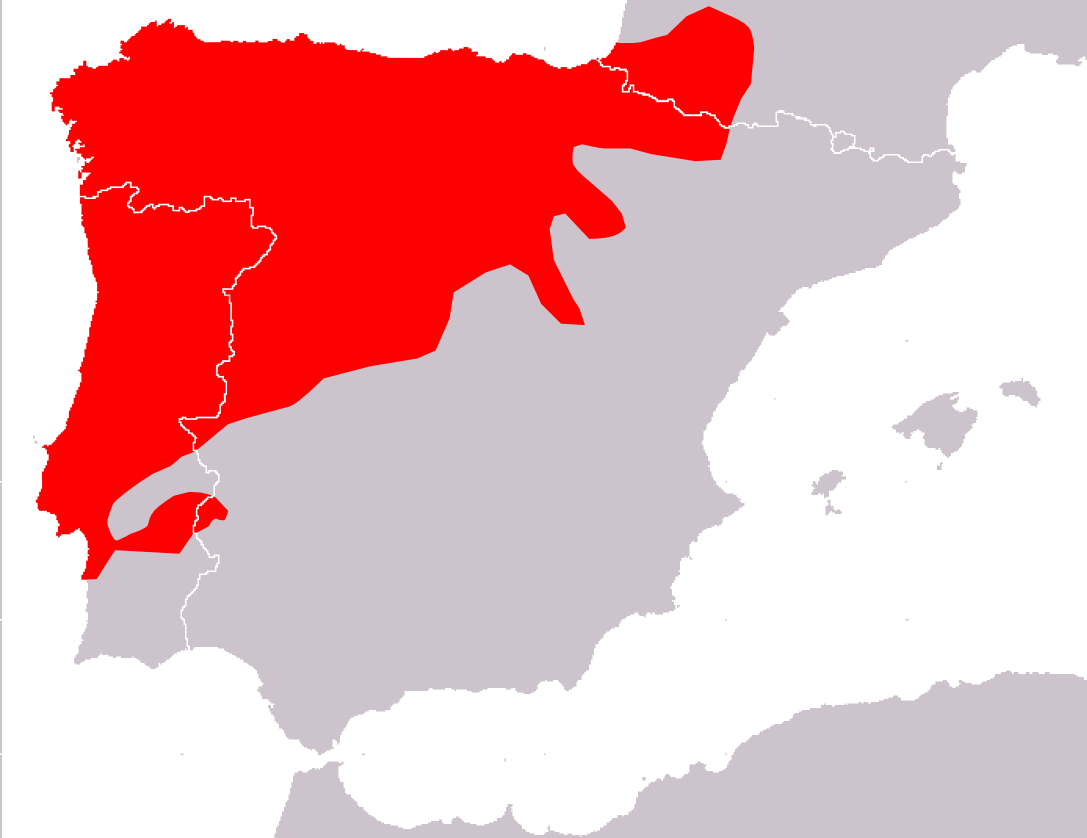
Verbreitungsgebiet der Iberische Kleinwühlmaus

Die Iberische Kleinwühlmaus oder Iberien-Wühlmaus (Microtus lusitanicus) ist ein in Westeuropa verbreitetes Nagetier in der Gattung der Feldmäuse. Zeitweilig war für die Art der wissenschaftliche Name Microtus mariae gebräuchlich. Das Taxon zählt zur Untergattung Terricola und ist die Schwesterart der Mittelmeer-Kleinwühlmaus (Microtus duodecimcostatus).

## Merkmale
Wie der deutsche Name andeutet, ist die Art mit einer Kopf-Rumpf-Länge von 80 bis 94 mm, einer Schwanzlänge von 23 bis 31 mm und einem Gewicht von 14 bis 23 g eine kleine Feldmaus. Der Körperbau ist verglichen mit der Mittelmeer-Kleinwühlmaus weniger robust. Diese Feldmaus hat oberseits dunkelbraunes sowie unterseits graues Fell. Die paarig angeordneten vier Zitzen der Weibchen liegen im Leistenbereich.

## Verbreitung
Das Verbreitungsgebiet reicht von Portugal über zentrale und nordwestliche Bereiche Spaniens bis in den Südwesten Frankreichs. Die Iberische Kleinwühlmaus lebt im Flachland und in Gebirgen bis 2050 Meter Höhe. Sie bewohnt unterschiedliche Landschaften wie Laubwälder, Galeriewälder, Landwirtschaftsflächen, Reisfelder, Weiden und Obstplantagen. Wichtig für die Art ist ein weicher und nährstoffreicher Erdboden mit dichtem Unterwuchs.

## Lebensweise
Die Iberische Kleinwühlmaus gräbt unterirdische Tunnelsysteme und versteckt sich oft in der Nähe von Steinmauern. Die Reviere eines monogamen Paars überlappen sich und zeitweilig wird ein Bau gemeinsam genutzt. Die Tiere können zu allen Tageszeiten aktiv sein. Gewöhnlich folgen auf eine Stunde Nahrungssuche drei Stunden Ruhe. Beim mit den Vorderpfoten und den Zähnen gegrabenen Bau liegen die meisten Gänge etwa 15 Zentimeter unter der Oberfläche. Wohnkammern und Lagerräume befinden sich oft in 40 Zentimeter Tiefe. Die Exemplare bauen Nester aus Pflanzenteilen und verstecken diese im Unterwuchs oder unter Steinen, wenn der Grund zu fest ist.
Der Wintervorrat besteht hauptsächlich aus Blättern und Pflanzenstängeln. In der warmen Jahreszeit zählen Wurzeln, Knollen, Zwiebeln, andere Speicherorgane und Grassamen, wie von Tauben Hafer (Avena sterilis), zur Nahrung. Weitere registrierte Futterpflanzen sind Nickender Sauerklee, Zypergräser, Einjähriges Rispengras, Walch, Hundszahngras, Rübe, Schneckenklee, Lupinen und Klee. Die Iberische Kleinwühlmaus gilt als Schädling, wenn sie Möhren oder Kartoffeln frisst.
Weibchen können sich prinzipiell das ganze Jahr fortpflanzen, was gelegentlich durch die Dürre im Sommer verhindert wird. Nach einer Trächtigkeit von 22 bis 24 Tagen werden bis zu fünf Nachkommen (meist zwei oder drei) pro Wurf geboren. Die bei Geburt blinden und nackten Jungtiere wiegen etwa 1,5 g und haben verschlossene Gehörgänge. Diese öffnen sich nach 4 Tagen, die Augen nach 12 bis 13 Tagen und das erste Fell ist nach 13 bis 14 Tagen vorhanden. Der erste Fellwechsel findet nach 25 bis 70 Tagen statt. Bei Weibchen tritt die Geschlechtsreife nach etwa 35 Tagen ein, während sich Männchen nach etwa 50 Tagen erstmals paaren. Ältere Weibchen sind kurz nach der Geburt eines Wurfs paarungsbereit. Bei in Gefangenschaft lebenden Weibchen kam durchschnittlich alle 28 Tage ein Wurf vor.

## Gefährdung
In begrenzten Regionen können Pflanzenschutzmaßnahmen den Bestand verringern. Die Gesamtpopulation wird als groß eingeschätzt. In Plantagen und Gärten kommen meist 100 bis 200 Exemplare und selten bis zu 300 Exemplare pro Hektar vor. Laut IUCN gilt die Art als nicht gefährdet (least concern).